# Інновація
Іннова́ція (англ. innovation — нововведення) — ідея, новітній продукт в галузі техніки, технології, організації праці, управління, а також в інших сферах наукової та соціальної діяльності, засноване на використанні досягнень науки та передового досвіду, є кінцевим результатом інноваційної діяльності.
Інновація — це результат системної діяльності, спрямованої на реалізацію досягнень науково-технічного прогресу та їх удосконалень, що сприяє кількісним та якісним змінам у внутрішньому середовищі підприємства та забезпечує підвищення ефективності та отримання конкурентних переваг.
Інновація — 1) вкладення коштів в економіку, що забезпечує зміну техніки та технології; 2) нова техніка, технологія, що є результатом досягнень науково-технічного прогресу. Істотним чинником інновації є розвиток винахідництва, раціоналізації, поява великих відкриттів.

## Законодавче визначення
Інновації — новостворені (застосовані) і (або) вдосконалені конкурентоздатні технології, продукція або послуги, а також організаційно-технічні рішення виробничого, адміністративного, комерційного або іншого характеру, що істотно поліпшують структуру та якість виробництва і (або) соціальної сфери.
Інновація є введенням у споживання якого-небудь нового або значно поліпшеного продукту (товару або послуги) або процесу, нового методу маркетингу, або нового організаційного методу в діловій практиці, організації робочих місць або зовнішніх зв'язків.

## Опис
Іннова́ції — об'єкти впровадження чи процес, що веде до появи чогось нового — новації.
До наукового лексикону цей термін вперше ввів Й. Шумпетер, що в буквальному перекладі означає «втілення наукового відкриття, технічного винаходу в новій технології або новому виді виробу». Крім того, інновація розглядалася Й. Шумпетером як нова функція виробництва, її нова комбінація.
1. Нововведення, яке ще недостатньо поширене у суспільному виробництві.
2. Нововведення, впровадження нових ідей, технологій, видів продукції тощо в організацію продукції, виробництво, управління підприємством та галуззю.
3. Щось, що сприймається як нове, як нововведення.
4. Форма керованого розвитку вже наявних систем.
5. Процес, в ході якого винахід або відкриття доводиться до стадії практичного застосування і починає давати економічний ефект.
6. Нове прикладання науково-технічних знань, що забезпечує ринковий успіх.

Термін І. набув розповсюдження в американському менеджменті, але сьогодні активно використовується і в Україні.
Загалом будь-яке соціально-економічне нововведення, доки воно не отримало масового, тобто серійного поширення в галузі праці, виробництва та управління можна вважати інновацією.
В останні роки з'явився особливий різновид інноваційного підприємництва — ризикове або венчурне; це здебільшого дрібні фірми, що займаються поширенням нових технологій, тобто технічних І. в першу чергу в наукомістких галузях.
«Інновації» — це ідеї та пропозиції (в багатьох випадках засновані на результатах відповідних спеціальних наукових досліджень і інженерних розробок), що можуть стати основою створення нових видів продукції чи значно поліпшити споживчі характеристики (технічні, економічні тощо) наявних товарів, створення нових процесів, послуг, чи будь-чого, що може покращити «якість життя» людства.
Інновації відіграють надзвичайно важливу роль у розвитку загальнолюдської цивілізації (наприклад, відомий такий феномен як «хвилі Кондратьєва») та, зокрема, кожної окремої держави, відповідно більшість сучасних держав намагаються створити та постійно удосконалювати національні інноваційні системи для підтримки процесу створення та впровадження інновацій.
Інноваційний потенціал — здатність різних галузей народного господарства робити наукомістку продукцію, що відповідає вимогам світового ринку. Інноваційний потенціал містить у собі наукові, проєктні й конструкторські розробки, експериментальні послуги, зв'язані з підготовкою нового виробництва, інструмент і оснащення для проведення наукомістких операцій, засоби технологічного контролю тощо.

## Типи інновацій

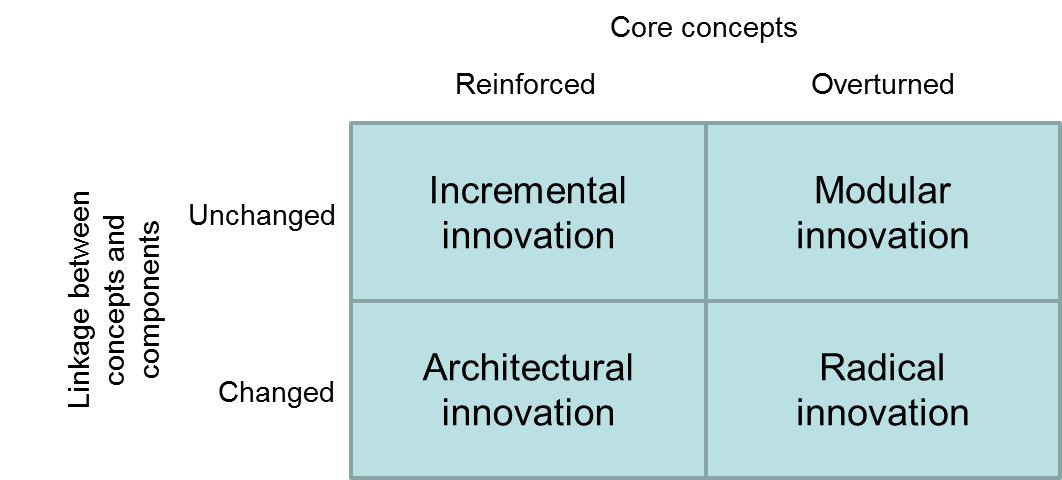

Розрізняють кілька видів інновації. Перша класифікація базується на об'єкті:
- товарна — впровадження нового продукту;
- технологічна — впровадження нового методу виробництва;
- технічна — впровадження нового засобу виробництва, модернізація конструкції відомого технічного об'єкта;
- ринкова — створення нового ринку товарів і послуг;
- маркетингова — освоєння нового джерела постачання сировини;
- управлінська — реорганізація структури управління;
- соціальна — впровадження заходів з метою покращення життя населення;
- екологічна — впровадження заходів з питань охорони довкілля.

В основі другої класифікації лежить ринкова сутність інновації:
- постійні інновації[4]— такі удосконалення наявних виробів, які не вносять значних змін у спосіб їх використання споживачами;
- переривчасті інновації (англ. revolutionary, discontinuous, radical innovation)[4]— повністю нові вироби, які вимагають від споживачів зусиль для прийняття нових звичок щодо їх використання, але не справляють істотного впливу на раніше наявні ринки;
- підривні інновації (англ. disruptive innovation)[5][6]— інновації, які створюють новий ринок завдяки іншим вартостям, які зрештою (і несподівано) розповсюджуються на раніше наявний ринок та повністю його змінюють.

Керівництво Осло розрізняє чотири типи інновацій: продуктові, процесові, маркетингові та організаційні.
- Продуктова інновація (англ. product innovation) являє собою впровадження товару або послуги, які є новими або значно поліпшеними у частині їхніх властивостей або способів використання. Сюди включаються значні удосконалення в технічних характеристиках, компонентах і матеріалах, у вбудованому програмному забезпеченні, у ступені приязності стосовно користувача або в інших функціональних характеристиках[3].
- Процесова інновація (англ. process innovation) є впровадження нового або значно поліпшеного способу виробництва або доставки продукту. Сюди входять значні зміни у технології, виробничому устаткуванні та/або програмному забезпеченні[3].
- Маркетингова інновація (англ. marketing innovation) є впровадження нового методу маркетингу, що включає значні зміни в дизайні або упакуванні продукту, його складуванні, просуванні на ринок або в призначенні ціни продажу[3].
- Організаційна інновація (англ. organisational innovation) є впровадження нового організаційного методу в діловій практиці фірми, в організації робочих місць або зовнішніх зв'язків.[3]

## Інноваційний цикл
Інноваційний цикл — це комплексний багаторівневий процес, який триває за певних умов і протягом певного проміжку часу, упродовж якого ідея набуває матеріального втілення.
Цикл проходить такі стадії:
- Фундаментальні дослідження;
- Практичні дослідження;
- Конструкторські розробки;
- Технологічне освоєння;
- Виробництво;
- Експлуатація;
- Модернізація;
- Утилізація.

## Теорія

### Інноваційні хвилі розвитку
У 40-і роки XX ст. австрійським економістом Шумпетером уперше були відзначені інноваційні хвилі, які з часом стають дедалі коротшими. Він підкреслив, що інноваційні хвилі, відлік яких ведеться з промислової революції XVIII ст. в Англії, з'являються та зникають через 50-60 років. Кожна нова хвиля приносить із собою початок чергової «економічної епохи», що характеризується різким зростанням інвестицій, а потім знову йде новий спад. Втім після кожної такої нової хвилі країна в цілому стає дедалі багатшою.

## Наукове освоєння
Найавторитетнішим науковим підрозділом в Україні, яке постійно займається науковим аналізом-дослідженням проблематики інноваційної діяльності є відділ інноваційної політики, економіки та організації високих технологій Інституту економіки та прогнозування НАН України. Наукові розробки інституту в цьому важливому напрямку постійно використовуються в діяльності Уряду, адміністрації Президента України, Ради національної безпеки та оборони, Національного банку, а також у законотворчій діяльності Верховної Ради України.